# Eulinognathus lophiomydis
Eulinognathus lophiomydis är en insektsart som först beskrevs av Ferris 1932.  Eulinognathus lophiomydis ingår i släktet Eulinognathus och familjen ledlöss. Inga underarter finns listade i Catalogue of Life.